# 科諾普鄉
46°06′N 21°53′E / 46.100°N 21.883°E
科諾普鄉（羅馬尼亞語：Comuna Conop, Arad），是羅馬尼亞的鄉份，位於該國西部，由阿拉德縣負責管轄，面積55平方公里，海拔高度141米，2011年人口2,258，人口密度每平方公里43人。